# ANT-25
ANT-25 (Tupolew ANT-25) – radziecki samolot rekordowy, konstrukcji biura konstrukcyjnego Andrieja Tupolewa (konstruktor wiodący to Pawieł Suchoj), przeznaczony do lotów o dalekim zasięgu.

## Historia
Oblatany 22 czerwca 1933, zbudowano dwa egzemplarze samolotu. Odznaczał się on płatem o bardzo dużej rozpiętości i bardzo dużym wydłużeniu. W dniu 18 czerwca 1937 na samolocie ANT-25 załoga: Walery Czkałow Gieorgij Bajdukow, Aleksandr Bielakow w bardzo trudnych warunkach pogodowych dokonała rekordowego przelotu nad Biegunem Północnym do USA, o długości 8811 km bez międzylądowania z Moskwy do Portland.
Drugi egzemplarz tego samolotu z inną załogą (Michaił Gromow, A. Jumaszew, S. Danilin) wykonał jeszcze dłuższy lot na trasie Moskwa – San Jacinto w dobrych warunkach pogodowych, przelatując 10 148 km.
W 1935 roku opracowano wojskową wersję samolotu ANT-25 - bombowiec ANT-36, wyprodukowany w liczbie 18 sztuk, który wszedł do służby w lotnictwie ZSRR w liczbie 10 sztuk pod oznaczeniem DB-1. Rozwinięciem ANT-25 były też eksperymentalne samoloty wysokościowe BOK-1, BOK-7, BOK-11, BOK-15 oraz dwusilnikowy bombowiec i samolot rekordowy ANT-37 (DB-2).